# 北千歳駐屯地
北千歳駐屯地（きたちとせちゅうとんち、JGSDF Camp Kita-Chitose）は、北海道千歳市北信濃724番地に所在し、第1特科団等が駐屯する陸上自衛隊の駐屯地である。

## 概要
駐屯地司令は、第1特科団長が兼ねる。最寄の演習場は、北海道大演習場（恵庭・千歳地区）。
1952年（昭和27年）12月に保安隊の千歳駐屯地として開設。1954年（昭和29年）7月に陸上自衛隊発足により陸上自衛隊千歳駐屯地となる。1954年（昭和29年）8月に東千歳駐屯地が開設されたため北千歳駐屯地に改称された。
地元千歳市民からの呼び名は「北部隊」。

## 沿革
保安隊千歳駐屯地
- 1952年（昭和27年）
  - 12月12日：

  1. 戦後入植地を買収し、千歳駐屯地（29.1ha）を開設[1][2]。
  2. 保安隊千歳臨時部隊が駐屯[3]。

  - 12月15日：独立第1特科群本部が宇都宮駐屯地から移駐[4]。
- 1953年（昭和28年）
  - 5月：保安隊千歳臨時部隊を保安隊千歳駐屯部隊に改編。
  - 5月16日：独立第1観測中隊が編成完結。

陸上自衛隊千歳駐屯地
- 1954年（昭和29年）7月1日：

1. 陸上自衛隊設置に伴い千歳駐屯地が開設される[5][6]。
2. 独立第1観測中隊が第301観測中隊に改編。

陸上自衛隊北千歳駐屯地
- 1954年（昭和29年）
  - 8月25日：

  1. 北千歳駐屯地に改称[7]。
  2. 第18普通科連隊本部および本部中隊が編成完結。

  - 8月29日：第1普通科連隊第3大隊が福島駐屯地から移駐し、第18普通科連隊に編入。
  - 9月25日：第5特科連隊が編成完結。
  - 10月30日：

  1. 第18普通科連隊が真駒内駐屯地に移駐。
  2. 第5特科連隊が東千歳駐屯地に移駐。
- 1962年（昭和37年）1月18日：

1. 第1特科団本部が東千歳駐屯地から移駐。
2. 第1特科団航空隊（北千歳駐屯地）が廃止・改編され、第11飛行隊として丘珠分屯地に新編。北部方面飛行隊隷下に編入。

- 1969年（昭和44年）3月25日：第125特科大隊（67式30型ロケット弾発射機装備）を新編。
- 1981年（昭和56年）3月25日：第7戦車大隊を改編し、第71戦車連隊を新編。
- 1992年（平成4年）3月27日：第125特科大隊を廃止・改編され、第1地対艦ミサイル連隊を新編。
- 2000年（平成12年）3月28日：後方支援体制移行に伴う部隊新編。

1. 北部方面後方支援隊隷下部隊として第101特科直接支援大隊（第1特科団を支援）を新編。
2. 第7後方支援連隊第2整備大隊第1戦車直接支援中隊（第71戦車連隊を支援）を新編。

- 2011年（平成23年）4月22日：第103特科大隊（203mm自走榴弾砲装備）および北部方面後方支援隊第101特科直接支援大隊第1直接支援中隊第3直接支援小隊を廃止。
- 2019年（平成31年）3月2日：北部方面後方支援隊隷下部隊として第102弾薬大隊を新編。
- 2020年（令和2年）3月26日：教育訓練研究本部隷下部隊として訓練評価支援隊を新編[8]。
- 2024年（令和6年）3月21日：

1. 第1高射特科群第302高射中隊が東千歳駐屯地に移駐[9]。
2. 第1地対艦ミサイル連隊隷下に第306地対艦ミサイル中隊を新編[10]。

- 2025年（令和7年）3月24日：第1地対艦ミサイル連隊隷下の第4射撃中隊を廃止[11]。

## 駐屯部隊

### 北部方面隊隷下部隊
- 第1特科団
  - 第1特科団本部
  - 第1特科団本部中隊
  - 第301観測中隊
  - 第1特科群
  - 第1地対艦ミサイル連隊
  - 北千歳自動車教習所（団本部管轄）
- 第7師団
  - 第71戦車連隊
  - 第7後方支援連隊
    - 第2整備大隊
      - 第1戦車直接支援中隊
- 北部方面後方支援隊
  - 第101特科直接支援大隊
    - 第101特科直接支援大隊本部
    - 第101特科直接支援大隊本部付隊
    - 第1直接支援中隊
    - 第3直接支援中隊
    - 整備隊

  - 第102弾薬大隊（コア部隊）
    - 第102弾薬大隊本部
    - 第102弾薬大隊本部付隊
    - 第2弾薬中隊
- 北部方面会計隊
  - 第323会計隊
- 北部方面システム通信群
  - 第101基地システム通信大隊
    - 第313基地通信中隊
      - 北千歳派遣隊
- 北千歳駐屯地業務隊

### 防衛大臣直轄部隊
- 警務隊
  - 北部方面警務隊
    - 第122地区警務隊
      - 北千歳連絡班
- 陸上自衛隊教育訓練研究本部
  - 訓練評価部
    - 訓練評価支援隊[12]

### 共同の機関
- 自衛隊札幌地方協力本部
  - 千歳・恵庭地域援護センター

## 最寄の幹線交通
- 高速道路：道央自動車道 千歳IC
- 一般道：国道36号、国道234号、国道337号、北海道道16号支笏湖公園線、北海道道77号千歳インター線、北海道道226号舞鶴追分線、北海道道258号早来千歳線
- 鉄道：JR北海道千歳線 千歳駅
- 港湾：苫小牧港
- 飛行場：新千歳空港、千歳基地